# فيرناندو كانيسين
فيرناندو كانيسين (27 فبراير 1992 بريبيراو بريتو في البرازيل - ) هو لاعب كرة قدم برازيلي في مركز الهجوم. لعب مع أوستينده ونادي رويال أندرلخت.

## روابط خارجية
- فيرناندو كانيسين على موقع قاعدة بيانات كرة القدم.إي يو (الإنجليزية)
- فيرناندو كانيسين على موقع Soccerbase.com (لاعب) (الإنجليزية)
- فيرناندو كانيسين على موقع Soccerway.com (الإنجليزية)
- فيرناندو كانيسين على موقع عالم كرة القدم.نت (الإنجليزية)
- فيرناندو كانيسين على موقع AS.com (الإسبانية)